# Svatá Helena
Flavia Iulia Helena Augusta (též známá jako svatá Helena, Helena Augusta či Helena Konstantinopolská; 255, Drepanon – 18. srpna 330, Nikomédie / Trevír – podle různých zdrojů) byla manželkou či konkubínou pozdějšího římského císaře Constantia I. Chlora, jemuž porodila syna Konstantina, zvaného později Veliký.

## Život

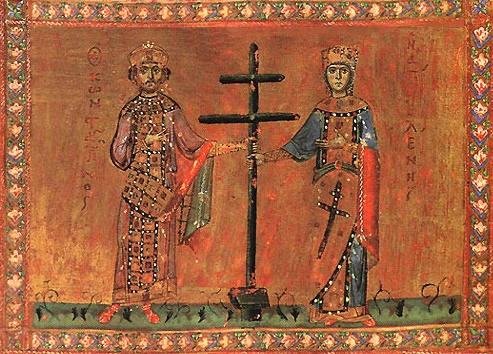
Konstantin a Helena, byzantská miniatura, 11. století

O Helenině původu není mnoho známo, první životopisné údaje o její dobročinnosti zapsal její současník Eusebios z Kaisareie. Církevní historik Prokopios z Kaisareie uvedl, že se narodila v Drepanonu v Bithýnii, Ambrož napsal, že byla děvečkou ve stáji či v hospodě (stabularia). Britové ve středověku šířili zprávu o jejím anglosaském královském původu z Trevíru. Kolem roku 289 se stala manželkou či konkubínou Constantia Chlora, jemuž porodila syna Konstantina. Constantius již roku 292 Helenu zapudil, aby si mohl vzít za ženu dceru císaře Maximiana Theodoru. Od roku 306 se Helena zdržovala převážně na dvoře svého syna Konstantina, kde kolem roku 312 přijala křesťanskou víru. Získala také titul nobilissima femina a roku 325 i titul Augusta. Město Drepanon bylo na její počest přejmenováno na Helenopolis.
Spolu se svým synem dala vystavět četné kostely v římské říši: Baziliku svatého Kříže (Santa Croce in Gerusalemme), baziliku Apoštolů v Konstantinopoli, baziliku na Olivové hoře, chrám Narození Páně v Betlémě). Počínaje svatým Ambrožem a císařem Thedodosiem bylo Heleně přičítáno legendární nalezení Kristova kříže a hřebů během cesty po Svaté zemi. Dále jí bylo připisováno uctívání Deseti tisíc mučedníků thébské legie a založení kostelů jim zasvěcených v Kolíně nad Rýnem, Bonnu a Xantenu a přenesení relikvií apoštola Matouše do Trevíru.
V dobových věroučných sporech se přikláněla spíše na stranu ariánství a nikoli ortodoxie.[zdroj?]

## Hrob
Císař Konstantin dal pro ostatky své matky vytesat z červeného porfyru sarkofág s reliéfy na bočních stěnách. Znázorňují scény bojů Římanů s Germány. Pro její hrob dal v letech 326–330 zbudovat v Římě na Via Casilina pohřební kapli, nazývanou dosud mauzoleum. Po jeho poboření barbary zůstal sarkofág dlouho v rozvalinách, dochoval se díky velmi tvrdému kameni, teprve v 18. století byl získán do Vatikánských muzeí.

## Relikvie a kult

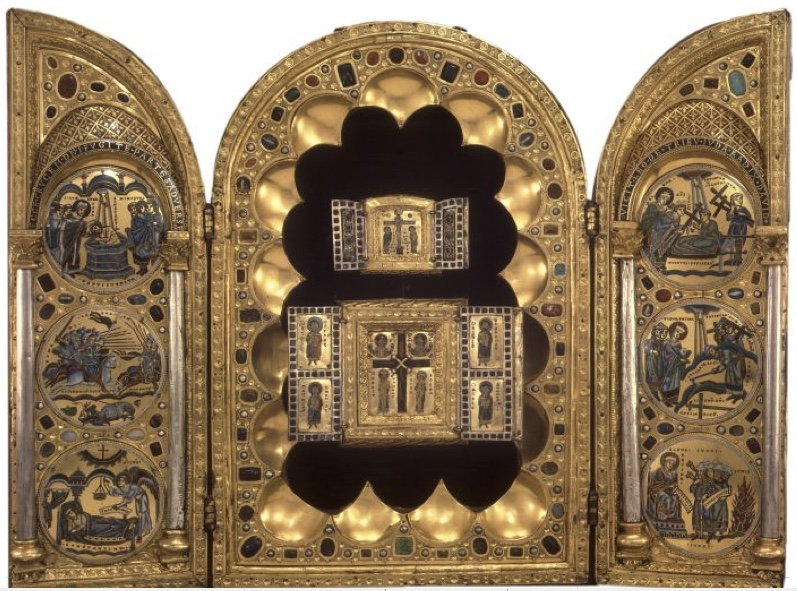
Legenda sv. Heleny na triptychu ze Stavelotu, kolem 1160

- Mauzoleum v Římě (relikvie byly rozdělovány, až hrob zůstal prázdný)
- Kostel Santa Croce in Gerusaleme v Římě
- Opatství benediktinů v Hautvillers (diecéze Remeš), Francie (od roku 840 do Velké francouzské revoluce)
- Trevír – relikviář s lebkou v kryptě dómu, vystaven jen o svátku 18.8.
- Ostrov svaté Heleny
- patronka diecézí Trevír a Bamberg
- patronka měst Ascoli, Pesaro, Frankfurt n. M,
- patronka města Colchester – socha na věži radnice
- Stratford-on-Avon, gotický cyklus legendy na nástěnných malbách kaple Nejv. Trojice
- patronka hřebíkářů, barvířů, horníků, hledačů pokladů, institucí ztrát a nálezů[8]
- Praha: Korunovační kříž císaře Karla IV. obsahuje podle inventářů z let 1367–1420 „Částečky ze sv. Kříže, který sv. Helena přinesla“' a uprostřed je vsazena antická portrétní kamej ženy s korunou, jejíž rytá řecká popiska bývá čtena „Elene“[9]
- časté dvojice protějškových obrazů nebo soch: Konstantin a Helena

## Galerie

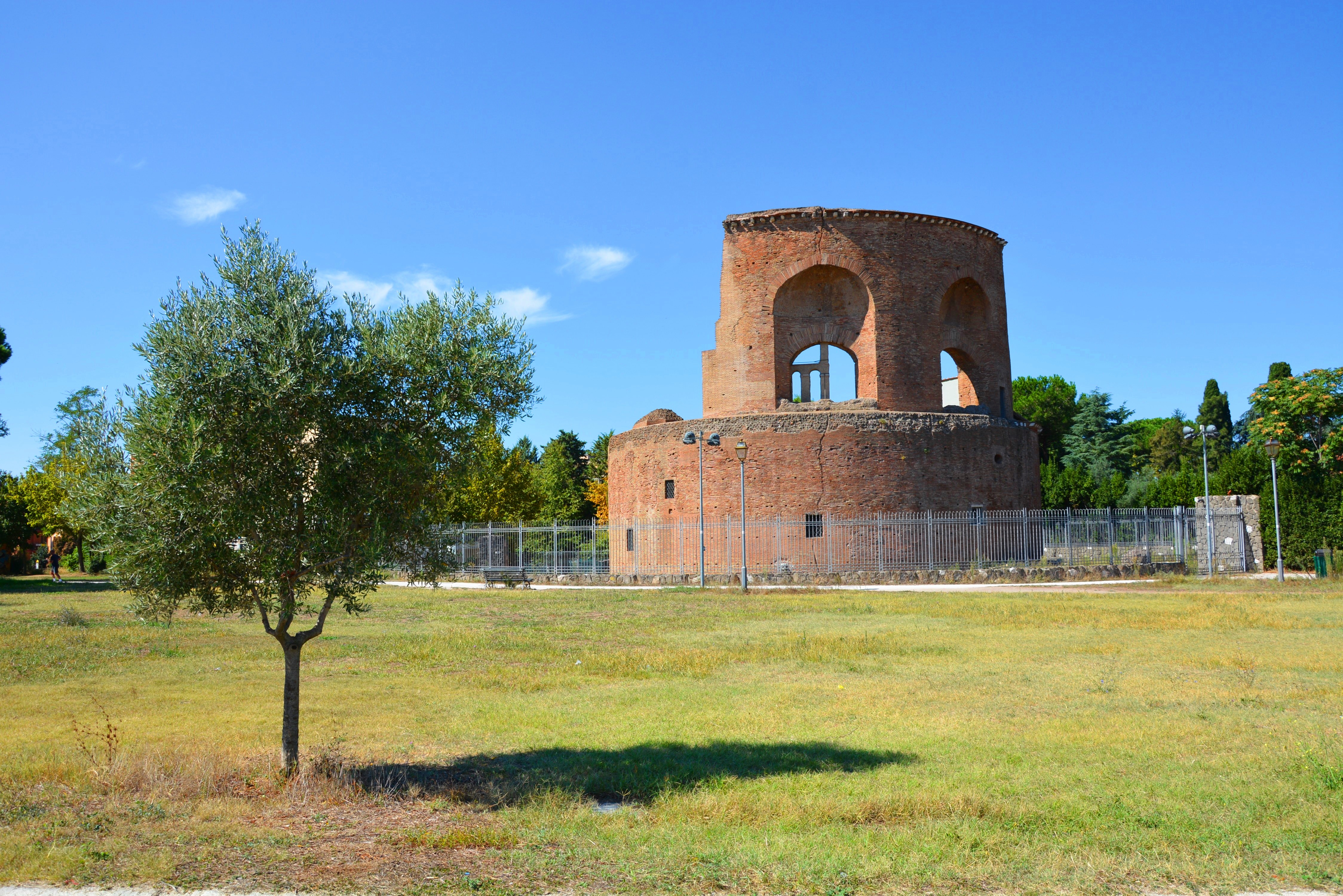
Helenino mauzoleum v Římě
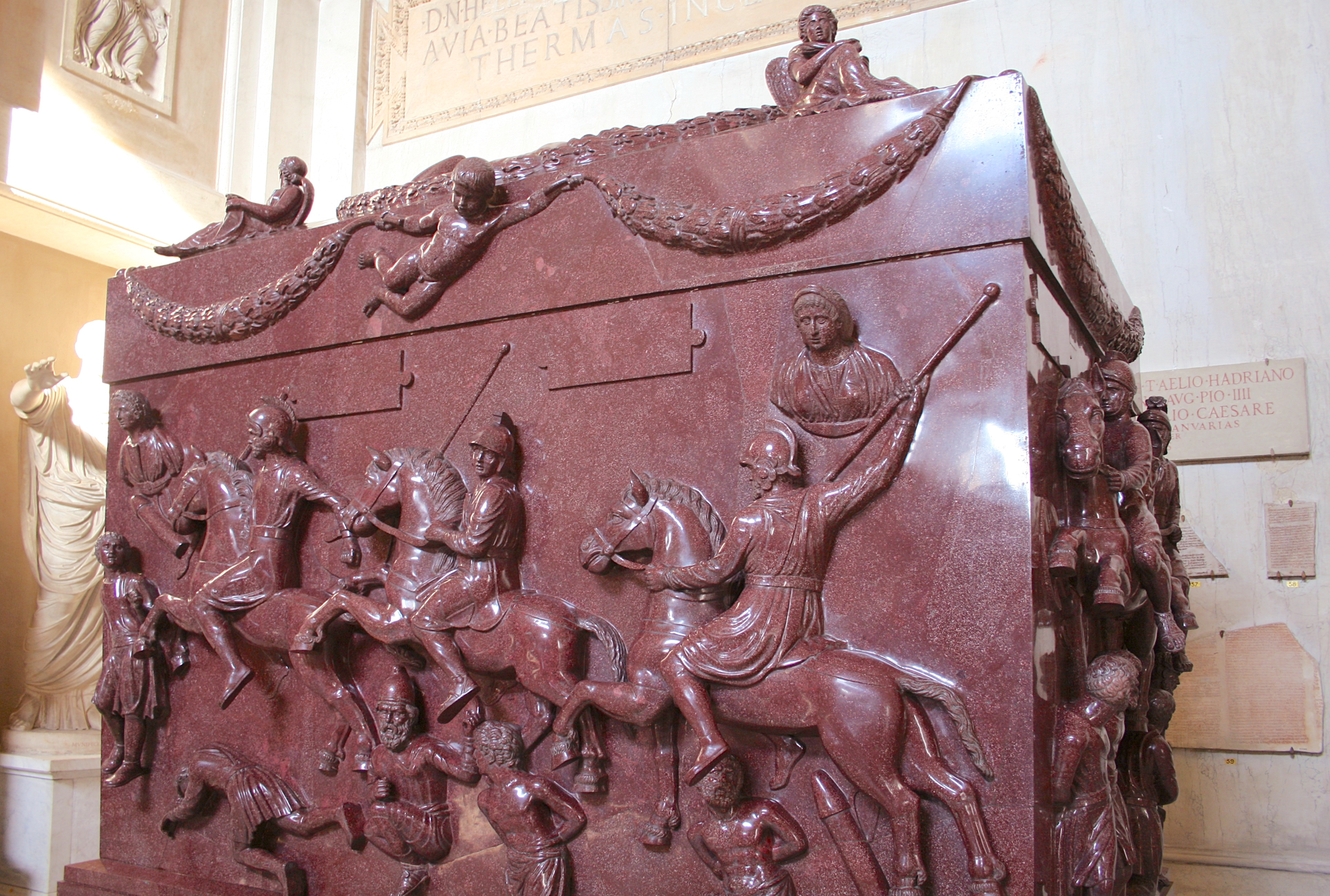
Helenin sarkofág, Vatikán
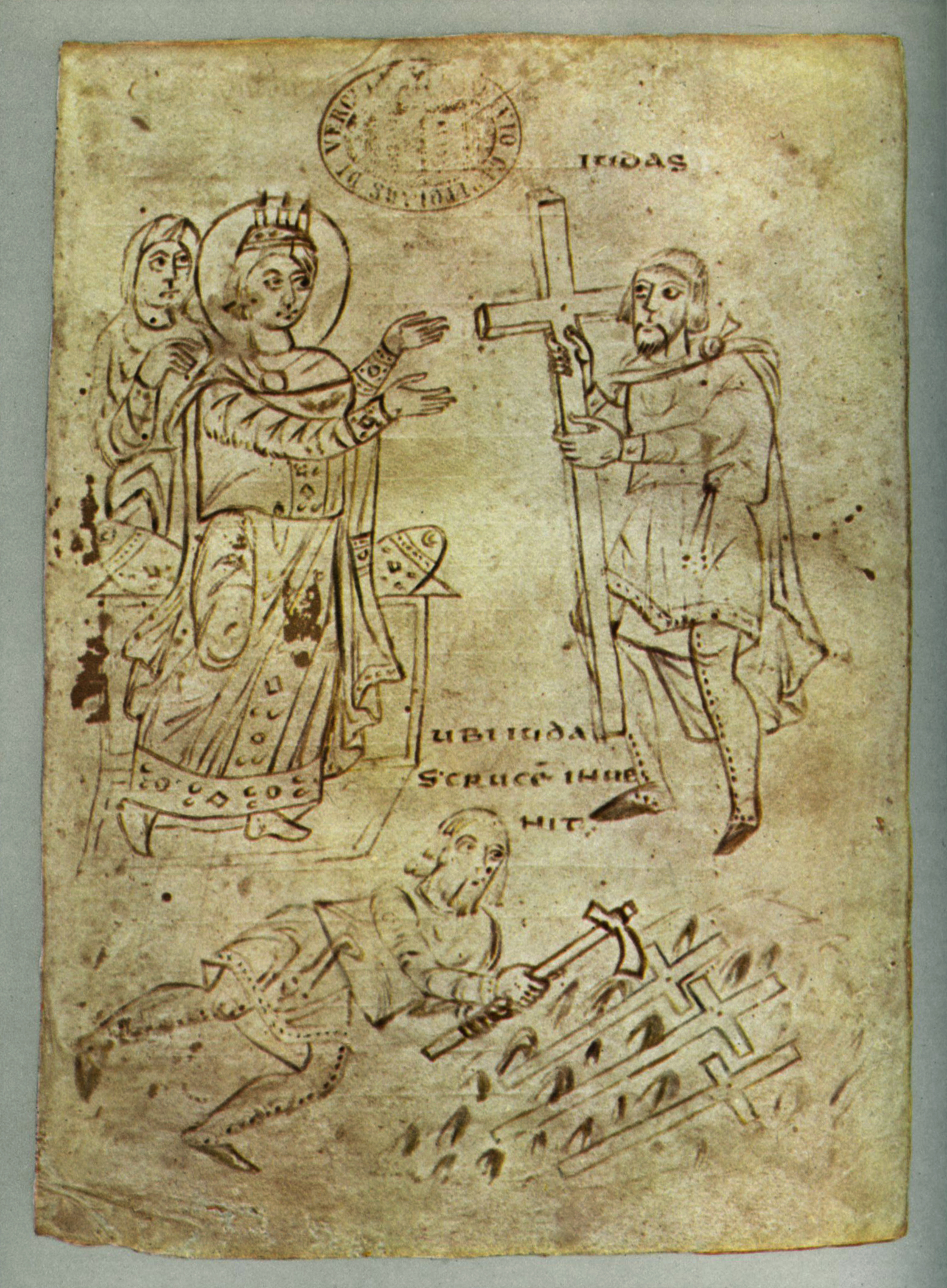
Nalezení Sv. kříže, miniatura kolem r. 825
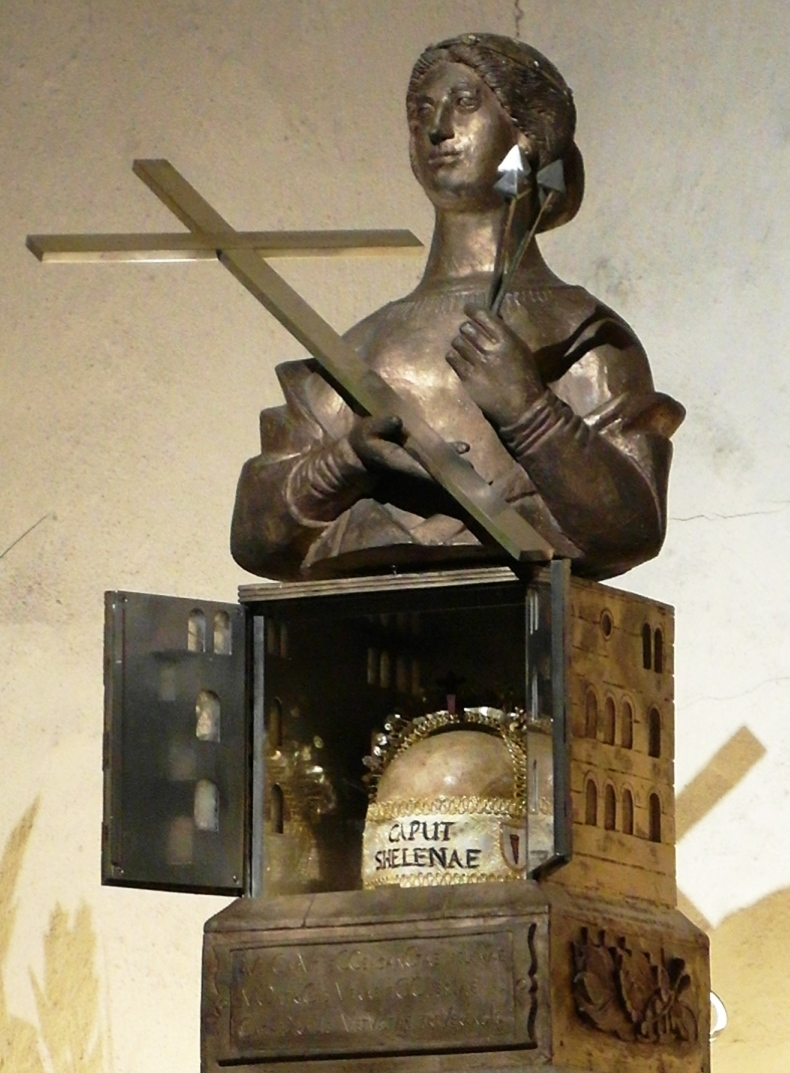
Relikviář s lebkou, Trevír
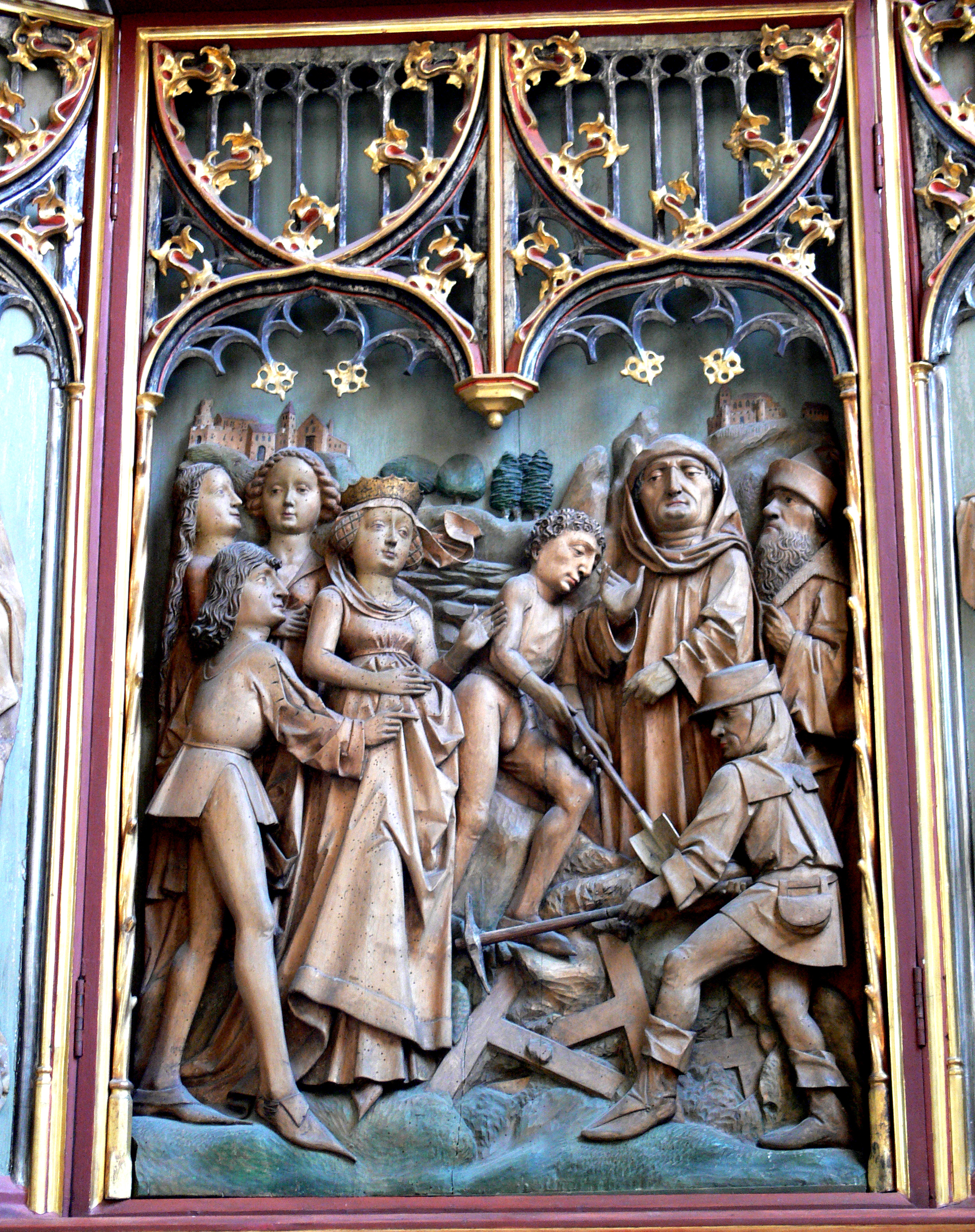
Nalezení Sv. Kříže, oltář, Bamberk kolem 1490
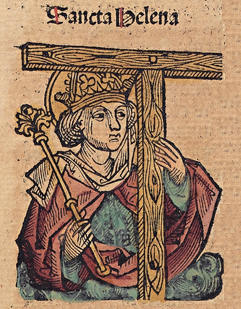
Sv. Helena ve Světové kronice, dřevoryt, 1493
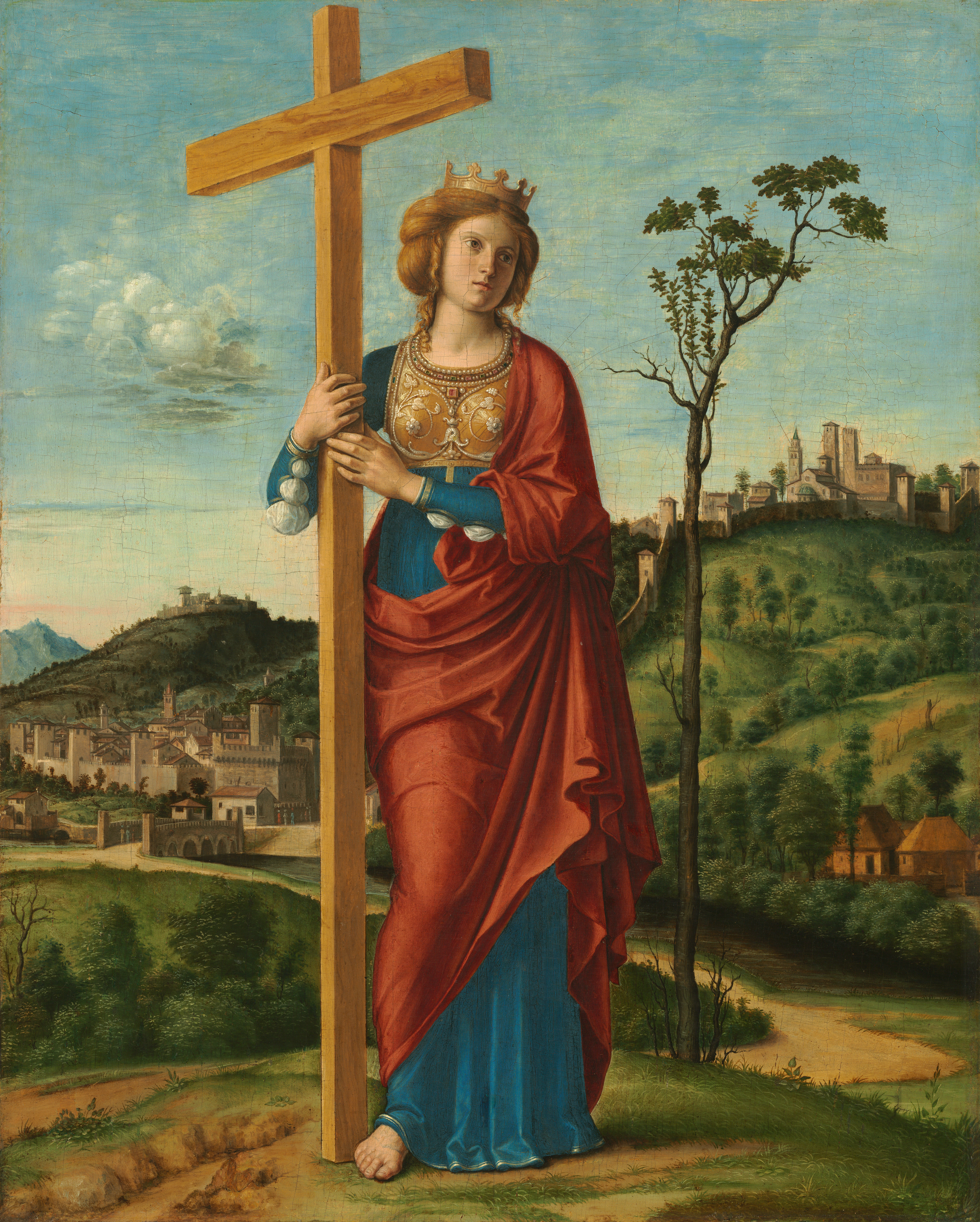
Cima da Conegliano: Sv. Helena, 1495
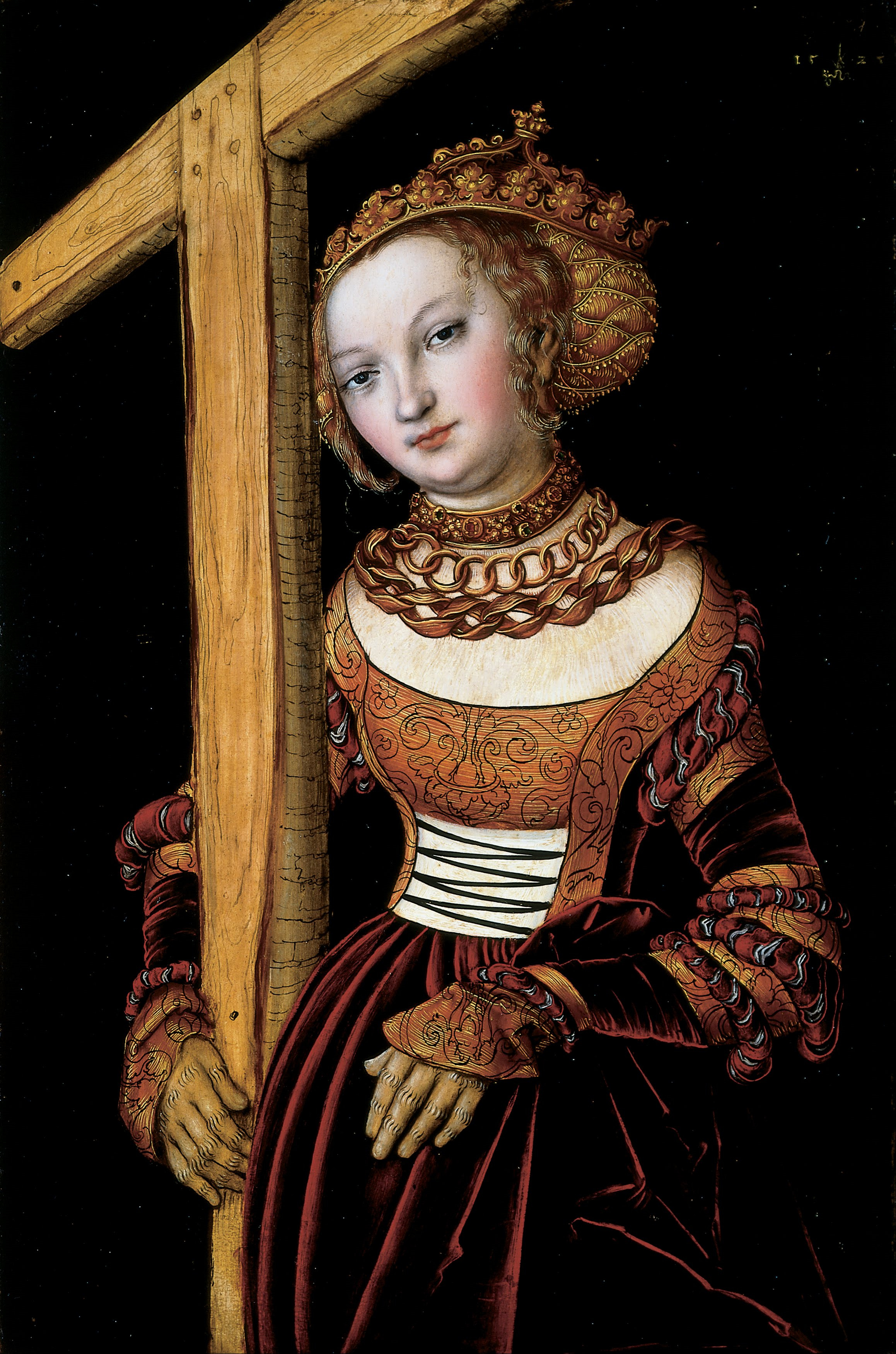
Lucas Cranach starší: Sv. Helena s křížem, 1525
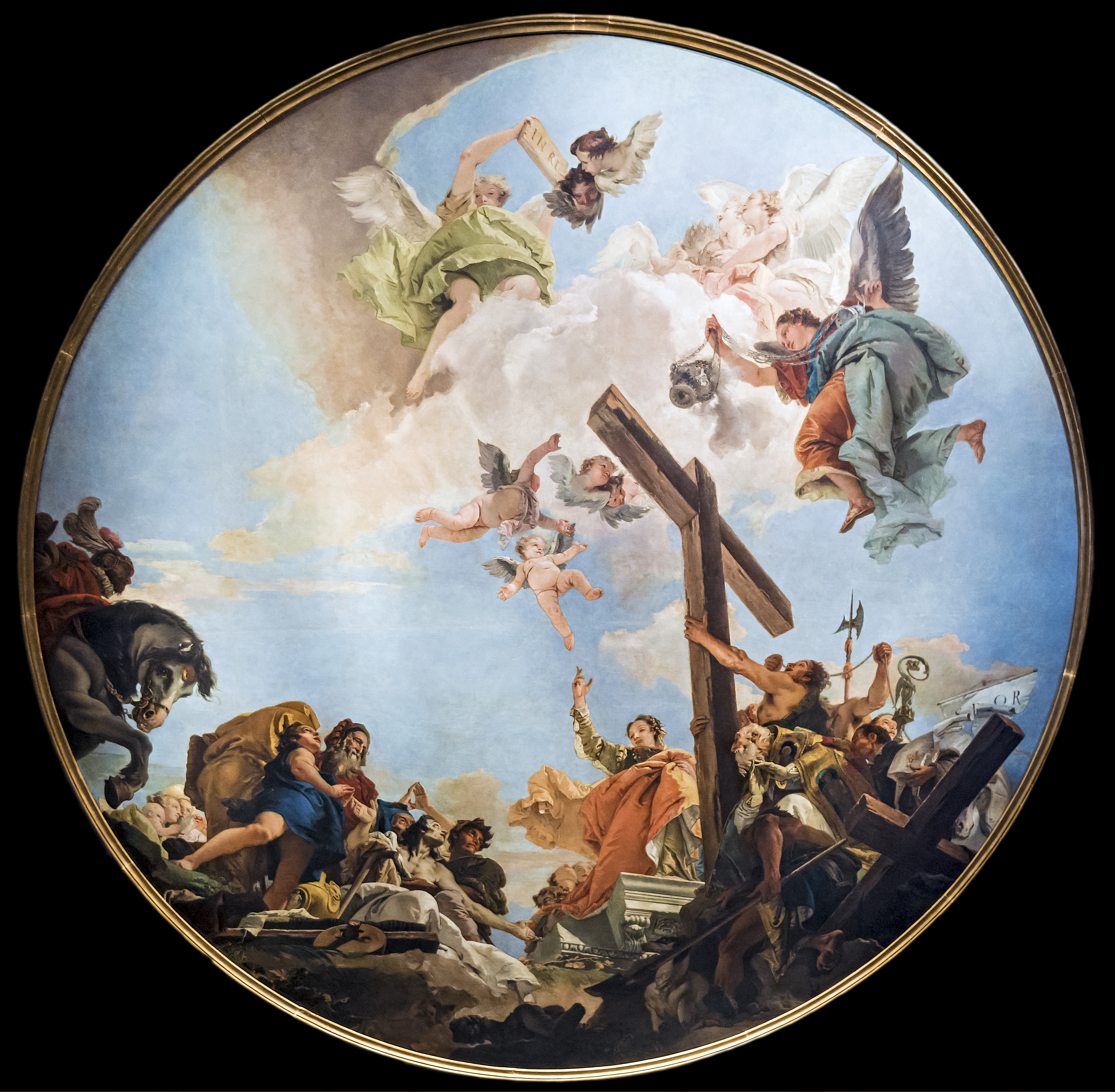
Giovanni Battista Tiepolo: Povýšení Sv. Kříže, 1740–45
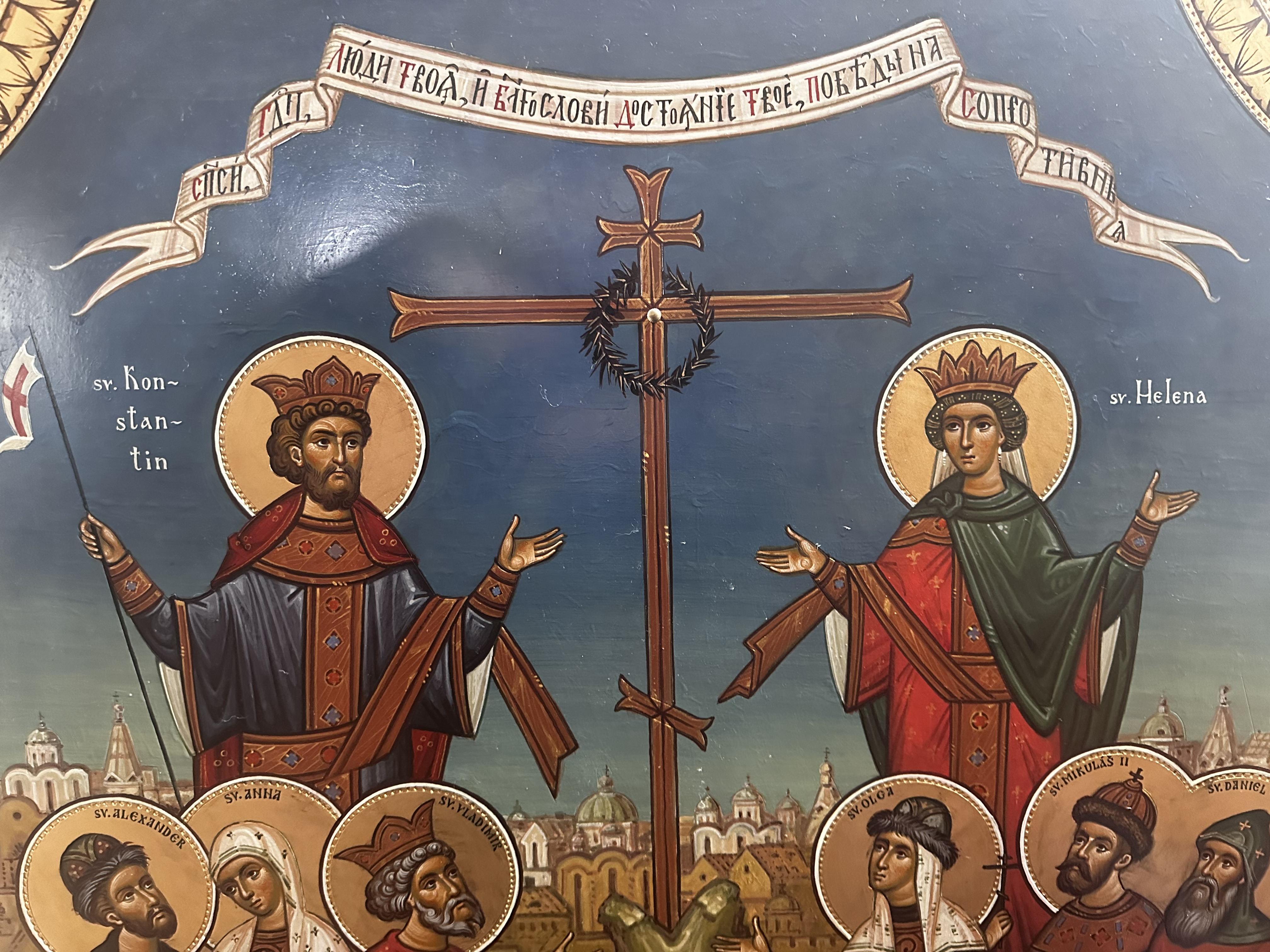
Ikona svatých Konstantina a Heleny v chrámu svatého Josefa v Roudnici